# Wright R-2600
El Wright R-2600 Cyclone 14 (también llamado Twin Cyclone, Doble Ciclón) fue un motor radial estadounidense desarrollado por Curtiss-Wright y usado ampliamente en aviones en las décadas de 1930 y 1940.

## Historia
En 1935, Curtiss-Wright comenzó a trabajar en una versión más potente del exitoso R-1820 Cyclone 9. El resultado fue el R-2600 Twin Cyclone, con 14 cilindros en doble estrella. El R-2600-3 de 1600 hp fue pensado originalmente para el C-46 Commando y usado en el prototipo del CW-20A, pero un cambio sobre la marcha hizo que se adoptara el Pratt & Whitney R-2800 de 2000 hp en su lugar. El motor Twin Cyclone fue un motor clave en la produciión de varios aviones de la Segunda Guerra Mundial, incluyendo los bombarderos A-20 Havoc, B-25 Mitchell, TBF Avenger y el SB2C Helldiver, y el barco volante  Martin PBM Mariner
Más de 50 000 R-2600 fueron construidos en las plantas de Caldwell, Nueva Jersey, y Cincinnati, Ohio.

## Modelos/Variantes
- R-2600-1 - 1600 hp (1194 kW)
- R-2600-3 - 1600 hp (1194 kW)
- R-2600-6 - 1600 hp (1194 kW)
- R-2600-8 - 1700 hp (1268 kW)
- R-2600-9 - 1700 hp (1268 kW)
- R-2600-12 - 1700 hp (1268 kW)
- R-2600-13 - 1700 hp (1268 kW)
- R-2600-19 - 1600 hp (1194 kW), 1660 hp (1237 kW)
- R-2600-20 - 1700 hp (1268 kW), 1900 hp (1420 kW)
- R-2600-22 - 1900 hp (1420 kW)
- R-2600-23 - 1600 hp (1194 kW)
- R-2600-29 - 1700 hp (1268 kW), 1850 hp (1380 kW)
- GR-2600-A5B - 1500 hp (1118 kW), 1600 hp (1194 kW), 1700 hp (1268 kW)
- GR-2600-A71 - 1300 hp (969 kW)
- GR-2600-C14 - 1750 hp (1304 kW)

## Aplicaciones
- Boeing 314
- Brewster SB2A Buccaneer
- Curtiss SB2C Helldiver
- Douglas A-20
- Douglas B-23 Dragon
- Grumman TBF Avenger
- Lioré et Olivier LeO 451
- Martin Baltimore
- Martin PBM Mariner
- Miles Monitor
- North American B-25 Mitchell
- Vultee A-31 Vengeance

## Especificaciones (GR-2600-C14BB)
Fuente:
- Tipo: motor radial supercargado, enfriado por aire, de 14 cilindros en doble estrella
- Diámetro: 155,6 mm
- Carrera: 160,2 mm)
- Cilindrada: 42 700 cc
- Largo: 1576 mm
- Diámetro: 1397 mm
- Peso: 930 kg
- Válvulas: Dos válvulas por cilindro, las de escape rellenas de sodio.
- Compresor: supercargador centrífugo de una etapa y dos velocidades, con un impulsor de 280 mm de diámetro. Relación de compresión: 7,06:1 a baja velocidad y 10,06:1 a alta velocidad
- Alimenatción: carburador Stromberg PR48A de tiro vertical con control automático de mezcla
- Lubricación: Cárter seco con una bomba de presión y dos de descarga
- Refrigeración: por aire
- Potencia:
  - 1750 hp (1305 kW) a 2600 rpm a 975 m (potencia militar)
  - 1450 hp (1080 kW) a 2600 rpm a 4575 m (potencia militar)
- Cilindrada/potencia: 40,88 hp/l (30,6 kW/l)
- Peso/potencia: 1,89 hp/kg (1,40 kW/kg)
- Compresión: 6,9:1

### Diseños relacionados
- familia Wright Cyclone
- Wright R-1300 Cyclone 7
- Wright R-1820 Cyclone 9
- Wright R-3350 Cyclone 18
- Lista de motores de aviación

### Motores similares
- BMW 801
- Bristol Hercules
- Pratt & Whitney R-2800
- Fiat A.74
- Gnome-Rhône 14N
- Mitsubishi Kinsei
- Nakajima Sakae
- Shvetsov ASh-82